# ポウォ王国
ポウォ王国は現在のチベット、ポメ県に位置した王国である。
ポウォの支配者はカナム・ギェルポ (kaH gnam rgyal po) またはカナム・デパ (kaH gnam sde pa)という称号を使用した。
ポウォの君主はドリガム・ツェンポの子孫であると言われている。ポウォ王国は1910年、清に侵略されたが、国王は翌年に王国を再建した。1928年、ポウォ王国はチベットに併合された。